# Stammliste der Auer von Herrenkirchen

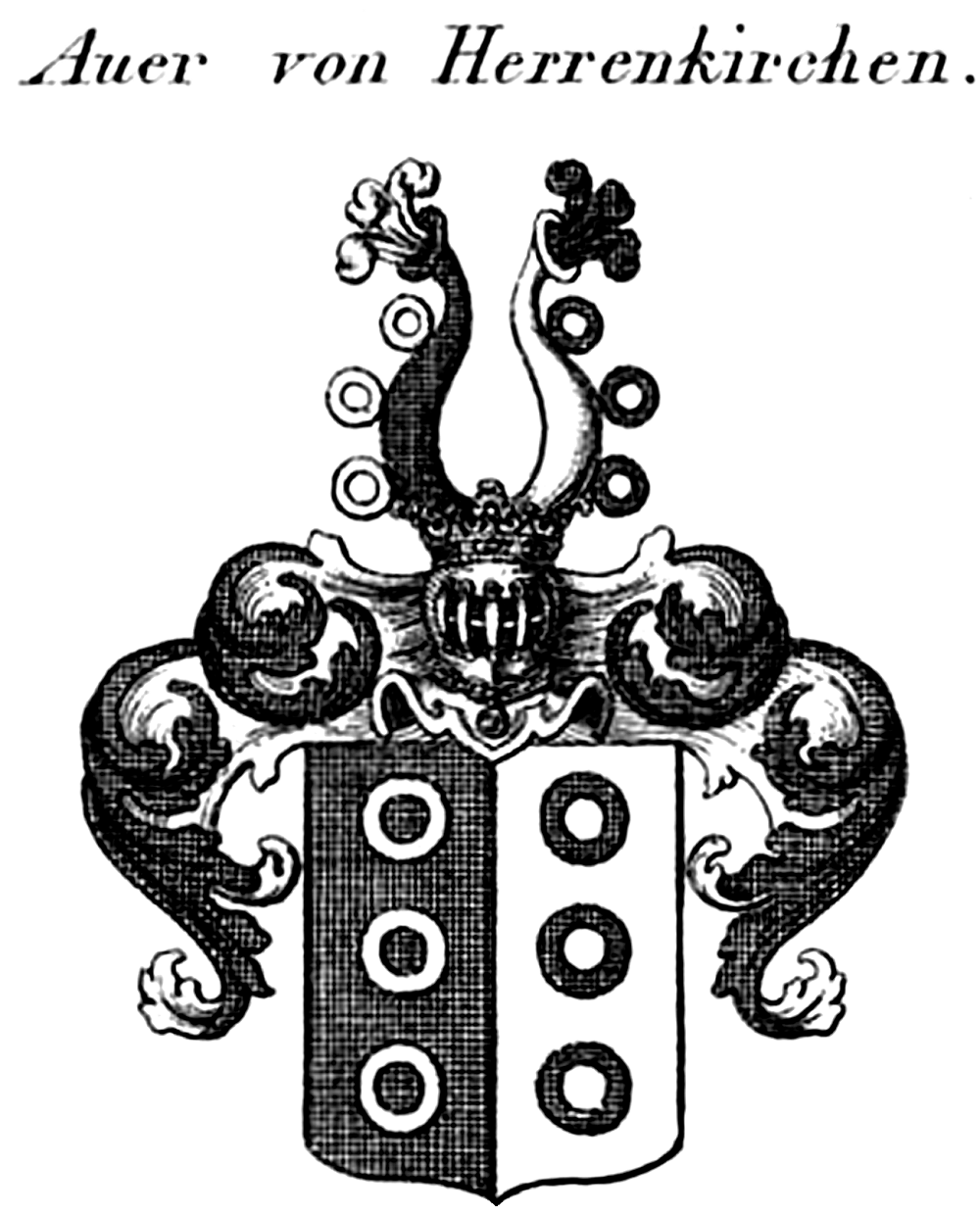
Wappen der Auer von Herrenkirchen

Dies ist die Stammliste der Auer von Herrenkirchen, auch Auer von Gunzing, Auer von der Au, Auer von den Ringen, ein bayerisches uradeliges Adelsgeschlecht mit mehreren Linien.

## Stammliste der Auer
- Reichard Auer von der Au, genannt 1155/1165
- die Brüder Rap(p)old, Richwein und Rüdiger von der Au lebten im 12. Jahrhundert
- Heinrich, Dietrich und Karl von der Au, die Brüder lebten 1279

Hans Auer hat 1284 am Turnier in Regensburg teilgenommen
A1. Hartwich Auer (* 1230; † 1290, ▭ Landshut) führt die Ringe im Wappen, Herr auf Herrenkirchen bei Landshut, begraben im Franziskanerkloster in Landshut, ⚭ Petrissa N.N.
B1. Marquard († und ▭ 1340 Landshut), ⚭ Elisabeth N.N.
B2. Wolfhart Auer von Herrenkirchen/Wolffart (▭ Landshut) ⚭ N.N. von Bodmann
C1. Hartmann Auer von Herrenkirchen, gen. 1357; ⚭ Katharina von Adelshofen
D1. Engelschall Auer von Herrenkirchen, ging nach Tirol (siehe unten → Österreichische Linie nach Engelschall Auer von Herrenkirchen)
D2. Katharina ⚭ Wilhelm Rußdorf
D3. Friedrich, Ritter, 1396 am 22. Turnier in Regensburg teilgenommen
D4. Ernst Auer von Herrenkirchen (* in Landshut; † März 1432), ab 1411 Bischof von Gurk, ab 1415 Kanzler von Ernst I., Herzog von Steier, Kärnten und Krain; begraben in Kollegiatkirche Straßburg in Kärnten
D5. Ullrich Auer von Herrenkirchen (1346–1404), ⚭ Tochter des Ullrich Gunzinger († 1381) (siehe unten → Bayerische Linie nach Ullrich Auer von Herrenkirchen)
C2. Wolf(gang), gen. 1357 ⚭ N.N. von Saldorf
D1. Hartmann
D2. Wolffart, beide genannt 1401 und 1406
C3. Georg [01] Auer von Herrenkirchen zu Luppurg, keine Nachkommen
C4. Katharina ⚭ Friedrich von Andrian
C5. Friedrich Auer von Herrenkirchen, gen. 1357 / Nebenlinie
D1. Georg Auer von Herrenkirchen, 1396 am 22. Turnier in Regensburg teilgenommen
E1. Stephan Auer von Herrenkirchen zu Gremlichheim, gen. 1442
E2. Gabriel Auer von Herrenkirchen, 1436 Pfleger und Landrichter zu Inkhofen
F1. Bernhard Auer von Herrenkirchen, gen. 1486 und 1495; Kastner zu Freising; letzter diese Nebenlinie
E3. Franz, Pfleger zu Messenhausen, gen. 1442 und 1443
B3. Katharina ⚭ Conrad von Nothafft
B4. Anna ⚭ Ullrich von Murach
B5. Berthold/Berchtold Auer von Herrenkirchen, 1340 Schwäbischer Reichsritter ⚭ N.N.
C1. Beatrix ⚭ I Werner von Thürheim, ⚭ II Werner von Treuchtlingen
C2. Berthold Auer von Herrenkirchen, genannt der Falbe, 1375 Schwäbische Reichsritter; ⚭ N.N.
D1. Anna ⚭ Seifried von Holz
A2. Heinrich von der Au, 1294 Probst zu Regensburg

## Österreichische Linie nach Engelschall Auer von Herrenkirchen
unsichere Zuordnung (nach Wißgrill):
- Hans Auer von Herrenkirchen [02] († 1404, ▭ Wiener Neustadt), Ritter, 1372 Pfleger von Pitten, 1376 erhielt er Sautern als Lehen. 1379 kauft er Feste und Herrschaft Seebenstein[2][3]
- Andreas Auer, ein Verwandter, verkauft 1432 seinen Anteil an Seebenstein an Conrad, Hans, Dietmar und Georg Königsperger;

gesicherte Stammfolge:

Engelschall Auer von Herrenkirchen, gen. 1389 und 1412, ging nach Tirol ⚭ I N.N. von Rothenstein, ⚭ II N.N. von Knöringen, ⚭ III N.N. von Schwanberg
A1. Michael Auer von Herrenkirchen († 1474 Innsbruck), 1458 Hofmeister von Herzog Sigismund von Tirol; ⚭ I N.N. Gräfin von Spaur, ⚭ II adelige Dame aus Tirol, ⚭ III Freiin von Podwin/Podwein
B1. Wilhelm Auer von Herrenkirchen zu Neudorf, 1492 Oberstallmeister Erzherzog Sigismunds, Rat Kaiser Maximilian II., nö Rat, Hauptmann zu Wr. Neustadt und 1512 Pfleger zu Kranichberg; ⚭ Barbara von Rothenstein
C1. Maximilian, verteidigte 1529 Wien im Ersten Türkenkrieg
C2. Erasmus, ⚭ Katharina Fronberger von Leuzenried, keine Kinder
C3. Wilhelm, blieb ledig
C4. Franz, 1532 kais. Trabantengarde-Hauptmann, ledig
C5. Dominicus, verkaufte mit seinen Brüdern 1525 Schloss und Herrschaft Wr. Neudorf
C6. Euphemia, starb ledig
C7. Felicitas, starb ledig
C8. Anastasia, starb ledig
C9. Gerwig Auer von Herrenkirchen († 1550/51), Herr zu Arnstein, 1527 Hauptmann zu Baden, 1538 und 39 nö Ritterstandsverordneter; ⚭ I Wandula To. d. Johann Innprucker und Katharina von Aspan; ⚭ II Ursula To. d. Matthäus Teufel Fhr von Gunterdorf zu Krottendorf und Apollonia Mallinger, von dieser 4 Kinder
D1. (II) Hiob/Job
D2. (II) Leonhard, beide verkauften 1573 ihr Haus in Wien in der Herrengasse an die Niederösterreichischen Landstände
D3. (II) Phillip, starb in er Jugend
D4. (II) Christine, blieb ledig
B2. Christoph, Deutscher Ordensritter, 1519 bis 1524 Land-Kommtur der Balley Österreich in Wien
B3. Georg [04], Hauptmann, 1514 Kommandant auf dem Kahlenberg bei Wien
B4. Veit ⚭ Katharina von Rappersweil/Barbara von Rotenstein; ging nach Schwaben zurück, lebte dort 1430 noch
B5. Conrad Auer von Herrenkirchen, Hauptmann des Schlosses zu Baden in Niederösterreich, Hofmeister von Herzog Siegmund, 1497 Obrister Marschall des St. Georgs-Orden; auch in Kaiser Maximilians Dienst; ⚭ vor 1481 Anna Haußmann
C1. Florian Auer von Herrenkirchen zu Absdorf († 1521); ⚭ I Dorothea von Kienberg, To. d. Georg von Kienberg auf Grafenwörth, keine Kinder; ⚭ II 1509 Dorothea Matseber, sie heiratet dann Erasmus Feyrtager zu Hauzendorf
D1. Theobald/Diepold, 1536 Pfleger zu Hardeck
C2. Johann, 1510 Pfarrer/Probst zu Baden
C3. Lorenz, 1523 Niederösterreichischer Vizedom zu Wien

## Bayerische Linie nach Ullrich Auer von Herrenkirchen
Ullrich Auer von Herrenkirchen (* 1346; † 1404 ▭ Pfarrkirche Altenbach=Aidenbach?) kam in den Besitz von Schloss Gunzing und Hofmark Gunzing (Aidenbach) in Niederbayern, ⚭ Tochter des Ullrich Gunzinger († 1381, ▭ Aidenbach)
A1. Elisabeth ⚭ Christoph Peckhofer
A2. Georg († 1459)
A3. Hans Auer von Herrenkirchen zu Gunzing, 1458 Chorherr zu Reichersberg
A4. Peter Auer von Herrenkirchen zu Gunzing († um 1450) ⚭ Susanna von Satzenhofen
B1. Georg Auer von Herrenkirchen zu Gunzing († 1509, ▭ Pfarrkirche Aitenbach), stiftete 1470 für die Kirche Aitenbach, ⚭ I Regina To. v. Wolf von Zettlitz und Margaretha von Layming, ⚭ II Ursula To. d. Heinrich Mayerhofer
C1. (I) Wolfgang (* 1465; † 26. Juli/1. August 1545 in Linz) 1501 mit Gunzing von der Herrschaft Ortenburg belehnt, 1500 Pfleger zu Frankenburg, lebte dann in Linz; ⚭ Barbara Traindtner/Truent, To. v. Caspar/Wolf Trayner von Adelstetten und Barbara von Horlingsberg
D1. Georg Auer von Herrenkirchen zu Gunzing (* 2. Februar 1508; † 2. April 1542, ▭ in ?Pfarrkirche Aitenbach), ⚭ 5. Mai 1533 Johanna von Leonrod (* 1511, 27. Juni 1557) To. v. Georg von Leonrod zu Neundorf und Anna von Seckendorf genannt Nold; Schwester des Eberhard von Leonrod, 1541/42 Dompropst von Passau
E1. Hans Georg Auer von Herrenkirchen (* 22. März 1533; † 7. Juli 1583 Linz) Jurist, kais. Landrat, 1569 bis 1583 Anwalt der Landeshauptmannschaft Österreich ob der Enns, 1577 und 1581 Verwalter der Landeshauptmannschaft; gemeinsam mit seinem Bruder Egidius mit Gunzing belehnt; begraben in der Pfarrkirche Linz ⚭ 22. Mai 1564 in Linz Apollonia von Oberndorf (* um 1545; nach dem 2. Dezember 1594), To. v. Hans von Oberndorf und Katharina Hayden von Dorf
F1. Katharina (* 8. Juni 1565), starb jung
F2. Christina (* 5. Juli 1568), starb jung
F3. Johanna (* 4. August 1570), starb ledig
F4. Clara Helene (* 21. Oktober 1572; † 23. Februar 1574)
F5. Apollonia (* 6. März 1575), starb ledig
F6. Georg Wolf Auer von Herrenkirchen zu Gunzing und Auerberg (* 19. Mai 1576; † 1618/1620), am 29. September 1586 erhob Kaiser Rudolf den Parzhof nächst Linz zu einem Freihof mit dem Namen „Auerberg“. 1614 oö Landrat, auch Verwalter der Landeshauptmannschaft; ⚭ 13. Mai 1607 in Linz Barbara von Hohberg, To. v. Hans von Hoberck zu Gutmannsdorf auf Droß, ehemaliger Truchsess und Silberkämmerer der verstorbenen Königin Anna von Polen, und Judith von Apfalterer
G1. Hans Georg (* 17. Jänner 1609; † 1634) starb ledig als Leutnant
G2. Wolf Helmhard Auer zu Gunzing (* 12. September 1610; † 14. Jänner 1660 Ortenburg) emigrierte als Lutherischer und war in Diensten der Grafen von Ortenburg; ⚭ I 1634 Elisabeth Kuttner von Kunitz, verwitwete von Hirschheid († 1652), keine Kinder; ⚭ II 14. Oktober 1652 in Regensburg Helena Maria Fuchs, To. v. Johann Wilhelm Fuchs von Walenburg auf Reinkam, churpfälzischer Rat und Pfleger zu Retz, und Veronica Notthaft von Wernberg († 1690 Hohenstein), ging 1660 mit dem Sohn und 4 Töchtern nach Mark-Taschendorf in Franken, starb als Witwe
H1. (II) Johann Helmhard Auer von Herrenkirchen zu Gunzing und Hohenstein (* 30. Juni 1653 Ortenburg; † 27. Dezember 1718 Hohenstein), kaufte 1683 von den Thüna das Rittergut Hohenstein (nahe Coburg) und das Dorf Aich; 1706 verkaufte er Gunzing, das der Familie 300 Jahre gehörte; ⚭ 27. Dezember 1683 Maria Katharina von Thüna (* 1659), To. v. Christoph von Thüna zu Hohenstein, Markgräflich Brandenburg-Culmbachischer Rat und Oberamtmann zu Schauenstein, und Katharina von Künsperg aus den Hause Wernstein
I1. Elisabeth Katharina (* 1686; † ?) ⚭ 1712 Johann Ludwig von Birkich
I2. Johann Adam Auer von Herrenkirchen zu Hohenstein (* 16. Juli 1693; † 14. Juli 1721), ⚭ 1712 Justina Margaretha Freiin von Guttenberg, To. v. Georg Christoph Frhr von Guttenberg zu Fischbach, und Anna Brigitta von Hörda zu Brandenburg
J1. Johann Christian Heinrich Adam Auer von Herrenkirchen (* 6. Jänner 1714; † ?) Oberforstmeister ⚭ I 24. Juli 1735 Augusta Juliana Helena von Wolfskeel (* 11. Juli 1713; † ?) , To. v. Johann Bleickhard Wolfskeel von Reichenberg zu Reichenberg etc, kais. Rat, Chur-Mainzischer Kammerherr, und Martha Sophia Truchsess von Pommersfelden, keine Kinder; ⚭ II 1752 Christina Amalia von Kospoth, Kinder
J2. Sophia Amalia (1716–1717)
J3. Florentina Maria Rosina (* 1717; † ?) ⚭ Wilhelm Christoph Fomann zu Waldsachsen, Sachsen-Coburgischer Oberforstmeister zu Callenberg
J4. Justina Elisabeth Francisca Ernestine (* 14. Juni 1719 in Hohenstein; † ) ⚭ 9. September 1744 in Adelsdorf Lothar Franz Frhr von Bibra zu Adelsdorf, Brandenburgischer Hauptmann
I3. Amalia Katharina (* 23. November 1699; † ?) ⚭ 20. November 1714 Christoph Gustav von Leutersheim (* 29. Juli 1693), kais. Rat, Brandenburg-Onolzbachischer Geheimer Rat, Oberamtmann zu Stauff /Onoldsbachischer
I4.-I17. fünf Söhne und acht Töchter, die jung verstarben
H2. (II) Salome Helena (* 8. April 1655; † ?) ⚭ Christoph Heinrich von Wildenstein auf Schlopp und Heinersreuth
H3. (II) Anna Helena (* 24. Dezember 1656; † vor 1717) ⚭ 1680 Johann Joachim von Seckendorf-Rhinhofen zu Melsendorf († 1717)
H4. (II) Maria Susanna (* 1658; † 1717) ⚭ Hans Christoph Senger zu Diespeck
H5. (II) Anna Barbara (* 5. November 1660; † ?) ⚭ Caspar Friedrich Rapp von Meder, keine Kinder
G3. Judith Apollonia (* 9. Jänner 1612; † ?) ⚭ Georg Ehrenreich Fhr von Höritsch (welcher 1642 Verzicht tat = ??)
G4. Wilhelm Bartholomäus (* 21. August 1613; † 5. Mai 1614)
G5. Georg Wolf (* 9. März 1614; † 1642) fiel vor Chemnitz
G6. Wolf Hektor (* 1. Jänner 1617; † ?) starb als Soldat
G7. Georg Dietmar (* 16. Oktober 1618; † ?)
F7. Sara († 8. September 1579)
F8. Rosina (* 3. April; † 20. April 1579)
E2. Wolfgang (* 1533; † 22. April 1578), „Provisionierdiener“ Kaiser Maximilian II., erhielt den Edelsitz Stainhof als Lehen, starb ledig
E3. Maximilian (* 1537; † 1538)
E4. Rosina (* 1539; † 1540)
E5. Emerentiana (* 1540; † 13. Mai 1571) ⚭ 16. September 1565 in Steyr Jakob Artstetter von Artstetten zu Rottenhof und Wartberg († 16. Februar 1569)
E6. Egidius Auer von Herrenkirchen zu Walckersdorf /Gilg Auer zu Gunzing, Herr auf Schloss Walkersdorf (Gemeinde Grafenegg in NÖ) (* 25. November 1541; † 11. Oktober 1582 Linz, ▭ Etsdorf am Kamp) ⚭ 15. Juni 1567 Cäcilia Preuhafen, To. v. Diepold Preuhaven/Preinhofer und Anna Hayden von Dorf; Witwe des Hans Reucker von Thurn.
F1. Hans Christoph, 1589 hatte er mit seinen Brüdern gemeinschaftlich das Gut Walterdorf inne, starb ledig
F2. Egidius, starb ledig
F3. Bernhard Erasmus, starb ledig
F4. Tiburtius, erstickte als Kind
F5. Hans Georg, starb als Kleinkind
F6. Maria, starb ledig
F7. Eva/Anna Rosina, starb ledig
D2. Hans (* 1520; † 22. Dezember 1549) ⚭ Barbara Hayden von Dorff
E1. Barbara ⚭ Sebald Hayden von Dorff
D3. Ursula (* 1522; † 16. Februar 1546) ⚭ Christoph Pinter von Aue
D4. Siegemund (* 1526; † 8. August 1552) ⚭ 1547 Apollonia Sinzendorf, To. v. Wolf(gang) von Sinzendorf zu Achleiten und Susanna von Sighart
E1. Georg, zog in fremde Lande und kam nicht wieder
E2. Ulrich, starb als Kind
C2. (I) Agatha ⚭ 1501 Siegemund Friedlmann zu Pladling
B2. Ruprecht, 1486 Domherr zu Augsburg

## Preußische Linie
Die Bayerische Linie wurde mit Johann Friedrich Auer von Herrenkirchen 1816 in die Bayerische Adelsmatrikel eingetragen. Mit dessen Nachkommen Filipp Auer von Herrenkirchen († 22. Juli 1866 in Kaibitz) erlosch die Linie im Mannesstamm, mit dessen Schwester Friederike Freifrau von Künsberg († 22. Februar 1877 in Rosenhof bei Bayreuth) vollständig.
Karl Auer auf Dammerau († 7. Jänner 1825 Königsberg) ⚭ Elisabeth Ebert (* Dammerau bei Stallupönen; † 8. November 1832 Königsberg in Pr.)
A1. Ferdinand Wilhelm Auer, ab 1863 „von Herrenkirchen“ (* 3. Dezember 1798 Stallupönen; † 7. Januar 1879 Königsberg in Pr.), Lieutenant, wurde als Vetter der Bayerischen Auer anerkannt und am 3. März 1863 in Berlin als „Auer von Herrenkirchen“ in den preußischen Adel aufgenommen. ⚭ I 10. Oktober 1829 in Königsberg in Pr. Henriette Holzhauser (* 13. Januar 1808 Königsberg; † 28. März 1833 daselbst); ⚭ II 14. September 1838 in Königsberg in Pr. Katharina Lisette Amalie Freitag (* 14. September 1816 in Königsberg; † 18. August 1883 daselbst)
B1. (I) Marie Louise Antonie (* 2. September 1830 Königsberg; † 28. Juni 1868 daselbst)
B2. (I) Wilhelmine Henriette Therese (* 17. März 1833 Königsberg), ging dann nach England?
B3. (I) Franziska Henriette Elvira (* 17. März 1833 Königsberg, † 22. Mai 1883 in Weilburg i. L.)
B4. (II) Ferdinand Wilhelm Julius Hugo (* 15. Januar 1840 Königsberg, † 8. März 1900 Wiesbaden), Oberstleutnant, Ehrenritter des Johanniter-Ordens, ⚭ 3. Dezember 1868 Olga Biegon von Czudnochowska (* 12. März 1843 in Wallenthal bei Tilsit; † 27. März 1911 Wiesbaden, ▭ Nordfriedhof in Wiesbaden)
B5. (II) Amal Ferdinand Wilhelm Oskar (* 18. November 1841 Königsberg, † ?), Oberstleutnant, Rechtsritter des Johanniter-Ordens, ⚭ 16. März 1874 Maria Epner (* 16. März 1851 in Berlin; † )
C1. Frithjof Wilhelm Rudolf Maria (* 7. Februar 1875 Berlin; † )
C2. Helmuth Volkard Raimund Oskar (* 12. November 1876 Karlsruhe; † )
C3. Irmgard Sophia Amalia Maria (* 21. Dezember 1878 Karlsruhe; † ) ⚭ 1. Juli 1900 Dortmund Walter Buderus von Carlshausen (* 8. August 1865)
C4. Gudrun Elisabeth Dora Maria (* 22. Juli 1883 Karlsruhe; † )
B6. (II) Amal Friedrich Wilhelm Edgar (* 3. August 1844 Königsberg, † ?), Major, Rechtsritter des Johanniter-Ordens, ⚭ 26. Oktober 1868 Königsberg Hedwig von Brause (* 5. Oktober 1847 in Militisch; † ?),
C1. Wolfgang Elfried Sylvius (* 3. August 1869 in Königsberg, † 20. Februar 1871)
C2. Elfried Edgar Kurt (* 24. November 1872 in Posen, † ?) Sekondleutenant
B7. (II) Amal Ferdinand Wilhelm Benno (* 28. Oktober 1848 Königsberg, † ?), Major, Rechtsritter des Johanniter-Ordens, Flügeladjutant des Herzog von Anhalt, ⚭ 12. Februar 1876 in Genf Antonie Duval de Stoutz (* 19. April 1855 Villa Pressy bei Genf)
C1. Hans Helmhart Karl Wilhelm Etienne (* 18. Februar 1877 Genf; † 12. Oktober 1960 Berlin) Volkswirt und Hochschullehrer
C2. Cäcilie Walpurga Amalie Antonie Karoline (* 5. März 1878 Mainz; † 25. Dezember 1889 Dessau)
C3. Amalie Antonie Karoline Barbara Judith (* 18. September 1884 Villa Pressy bei Genf)
C4. Amalie Katharina Antonie Friederike Elisabeth (* 21. Mai 1887 Dessau)
B8. (II) Amalie Wilhelmine Katharina Magda (* 11. Januar 1850 Königsberg, † ?)
B10. (II) Amal Ferdinand Wilhelm Richard (* 8. Dezember 1851 Königsberg, † ?), Hauptmann und Platzmajor
B11. (II) Amal Wilhelm Karl Helmhart (* 17. November 1853 Königsberg, † ?), Major, Ehrenritter des Johanniter-Ordens, Hauptmann; ⚭ 26. September 1889 in Hamburg Elfride von Haase (* 12. Juli 1871 Berlin; † ?),
C1. Amal Helmhart Kurt Wilhelm (* 6. Februar 1891 Bernburg; † ?)

## Abkürzungen
| *    | geboren                 | NÖ, nö | Österreich unter der Enns , -isch |
| ⚭    | Eheschließung, Hochzeit | OÖ, oö | Österreich ob der Enns , -isch    |
| †    | gestorben               | Frhr   | Freiherr                          |
| ▭    | begraben in             | Frn    | Freifrau, Freiin                  |
| gen. | genannt                 | To. v. | Tochter von                       |